# Paul Reubens
Paul Rubenfeld (n. 27 august 1952 – d. 30 iulie 2023) a fost un actor de film, televiziune și voce american. El a fost cel mai bine cunoscut pentru crearea și portretizarea personajului Pee-wee Herman.
Reubens s-a alăturat trupei The Groundlings din Los Angeles în anii 1970 și și-a început cariera ca comediant de improvizație și actor de scenă. Odată cu Groundlings, Reubens a dezvoltat personajul Pee-wee. După o audiție eșuată pentru Saturday Night Live, Reubens a început un spectacol pe scenă cu Pee-wee, The Pee-wee Herman Show. Pee-wee a devenit instantaneu o figură de cult și, pentru următorul deceniu, Reubens a fost complet dedicat personajului său, făcând toate aparițiile și interviurile sale publice ca Pee-wee. A produs și scris un lungmetraj, Pee-wee's Big Adventure (1985), regizat de Tim Burton, care a fost un succes financiar și acceptat de criticii de specialitate. Continuarea sa, Big Top Pee-wee (1988), a avut mai puțin succes. Între 1986 și 1990, Reubens a jucat rolul Pee-wee în programul pentru copii de sâmbătă dimineața CBS Pee-wee's Playhouse.
În 1991, Reubens a fost arestat pentru ultraj contra bunelor moravuri într-un cinematograf pentru adulți din Sarasota, Florida. Arestarea a declanșat o reacție în lanț a atenției publice, deși a primit sprijin din partea oamenilor din industria divertismentului. Arestarea a amânat implicarea lui Reubens în proiecte majore până în 1999, când a apărut în mai multe proiecte cu buget mare, inclusiv Mystery Men (1999) și Blow (2001). Ulterior, Reubens a început să dea interviuri ca el însuși, mai degrabă decât ca Pee-wee. Reubens a fost arestat din nou în 2002 și acuzat de posesie de pornografie infantilă, deși s-a renunțat la acuzații. După 2006, Reubens a avut roluri secundare și apariții în numeroase emisiuni de film și televiziune. În 2010, a reînviat The Pee-wee Herman Show, pe care l-a interpretat în Los Angeles și pe Broadway. În 2016, Reubens a fost coscenarist și a jucat în filmul original Netflix Pee-wee's Big Holiday, reluând rolul său de Pee-wee Herman.
Personajul Pee-wee al lui Reubens și-a menținut o popularitate de durată atât la copii, cât și la adulți. Playhouse a câștigat 15 premii Emmy în timpul difuzării sale inițiale și a fost difuzat din nou la televiziune noaptea târziu în anii 2000, timp în care TV Guide l-a numit printre primele zece programe de televiziune clasice de urmărit pentru pasionați. Reubens a murit în 2023 de cancer, un diagnostic care nu a fost dezvăluit publicului de către acesta în timpul vieții.

## Filmografie

### Film
| An   | Titlu                                         | Rol                       | Note                                                                                    |
| ---- | --------------------------------------------- | ------------------------- | --------------------------------------------------------------------------------------- |
| 1980 | Pray TV                                       | Jack Chudnowski           |                                                                                         |
| 1980 | Midnight Madness                              | Pinball City Proprietor   |                                                                                         |
| 1980 | The Blues Brothers                            | Chez Paul ospătar         |                                                                                         |
| 1980 | Cheech & Chong's Next Movie                   | Pee-wee Herman/Desk Clerk |                                                                                         |
| 1981 | Nice Dreams                                   | Howie Hamburger Dude      |                                                                                         |
| 1981 | Dream On!                                     |                           |                                                                                         |
| 1982 | Pandemonium                                   | Johnson                   |                                                                                         |
| 1984 | Meatballs Part II                             | Albert / Hara Krishna     |                                                                                         |
| 1985 | Pee-wee's Big Adventure                       | Pee-wee Herman            | Și scenarist                                                                            |
| 1986 | Flight of the Navigator                       | Trimaxion/Max (voice)     | Creditat ca Paul Mall                                                                   |
| 1987 | Back to the Beach                             | Pee-wee Herman            |                                                                                         |
| 1988 | Big Top Pee-wee                               | Pee-wee Herman            | Și scenarist și producător Nominalizat – Kid's Choice Award pentru Favorite Movie Actor |
| 1992 | Batman Returns                                | Tucker Cobblepot          |                                                                                         |
| 1992 | Buffy the Vampire Slayer                      | Amilyn                    |                                                                                         |
| 1993 | The Nightmare Before Christmas                | Lock (voce)               |                                                                                         |
| 1996 | Dunston Checks In                             | Buck LaFarge              |                                                                                         |
| 1996 | Matilda                                       | FBI Agent Bob             |                                                                                         |
| 1997 | Buddy                                         | Professor Spatz           |                                                                                         |
| 1997 | Beauty and the Beast: The Enchanted Christmas | Fife (voce)               | Direct to video                                                                         |
| 1998 | Dr. Dolittle                                  | Raccoon (voce)            |                                                                                         |
| 1999 | Mystery Men                                   | The Spleen                |                                                                                         |
| 2000 | South of Heaven, West of Hell                 | Arvid Henry               |                                                                                         |
| 2001 | Blow                                          | Derek Foreal              |                                                                                         |
| 2004 | Teacher's Pet                                 | Dennis (voce)             |                                                                                         |
| 2006 | The Tripper                                   | Frank Baker               |                                                                                         |
| 2007 | Reno 911!: Miami                              | Sir Terrence Benedino     |                                                                                         |
| 2009 | Life During Wartime                           | Andy                      |                                                                                         |
| 2011 | The Smurfs                                    | Jokey Smurf (voce)        |                                                                                         |
| 2013 | The Smurfs 2                                  | Jokey Smurf (voce)        |                                                                                         |
| 2013 | Tom and Jerry's Giant Adventure               | Screwy Squirrel (voce)    | Direct-to-video                                                                         |
| 2013 | Scooby-Doo! Mecha Mutt Menace                 | Irv (voice)               | Direct-to-video                                                                         |
| 2015 | Accidental Love                               | Edwin                     |                                                                                         |
| 2016 | Pee-wee's Big Holiday                         | Pee-wee Herman            | Și scenarist și producător                                                              |

### Televiziune
| An          | Titlu                                 | Rol                               | Note |
| ----------- | ------------------------------------- | --------------------------------- | --- |
| 1978        | Things We Did Last Summer             | Paul Oberon                       | Television special |
| 1979        | Working Stiffs                        | Heimlich                          | 2 episoade |
| 1980        | The Flintstone Comedy Show            | Freaky Frankenstone (voce)        | Episod: "RV Fever/Birthday Boy/Clownfoot/Fred Goes Ape/Flying Mouse/Ghost-sitters" |
| 1980        | Steve Martin: Comedy Is Not Pretty    | Diverse roluri                    | Television special |
| 1980        | Steve Martin: All Commercials         | Diverse roluri                    | Television special |
| 1981        | Mork & Mindy                          | Dickie Nimitz                     | Episod: "Long Before We Met" |
| 1981        | The Pee-wee Herman Show               | Pee-wee Herman                    | Television special |
| 1982        | Madame's Place                        | Pee-wee Herman                    | Episod: "#1.34" |
| 1984        | Faerie Tale Theatre                   | Pinocchio                         | Episod: "Pinocchio" |
| 1984        | Cheeseball Presents                   | Pee-wee Herman                    | film TV |
| 1985        | Saturday Night Live                   | Pee-wee Herman (host)             | Episode: "Pee-wee Herman/Queen Ida & The Bon Temps Zydeco Band" |
| 1986–1990   | Pee-wee's Playhouse                   | Pee-wee Herman                    | 45 episoade; și creator, scenarist, regizor, producător executiv și decorator de set Daytime Emmy Award pentru Outstanding Achievement in Art Direction/Set Direction/Scenic Design (1988) Daytime Emmy Award pentru Outstanding Achievement in Graphics and Title Design (1991) Nominalizat – Daytime Emmy Award for Outstanding Performer in Children's Programming (1987–1988, 1990–1991) Nominalizat – Daytime Emmy Award for Outstanding Children's Series (1987, 1990–1991) Nominalizat – Daytime Emmy Award for Outstanding Writing For A Children's Series (1987–1988) Nominalizat – Daytime Emmy Award for Outstanding Directing For A Children's Series (1988, 1990–1991) Nominalizat – Daytime Emmy Award pentru Outstanding Achievement in Art Direction/Set Decoration/Scenic Design (1989–1991) |
| 1987        | 227                                   | Pee-wee Herman                    | Episod: "Toyland" |
| 1988        | Sesame Street                         | Pee-wee Herman                    | Episod: "Put Down the Duckie" |
| 1988        | Pee-wee's Playhouse Christmas Special | Pee-wee Herman                    | Television special; și scenarist, regizor și producător executiv |
| 1990        | The Arsenio Hall Show                 |                                   | |
| 1995–1997   | Murphy Brown                          | Andrew J. Lansing III             | 6 episoade Nominated – Primetime Emmy Award for Outstanding Guest Actor in a Comedy Series (1995) |
| 2000        | Everybody Loves Raymond               | Russell                           | Episod: "Hackidu" |
| 2001        | You Don't Know Jack                   | Troy Stevens                      | 6 episoade |
| 2001        | Ally McBeal                           | Louis                             | Episod: "Cloudy Skies, Chance of Parade" |
| 2002        | Rugrats                               | Hermie the Elf (voce)             | Episod: "Babies in Toyland" |
| 2002        | The Groovenians                       | Jet (voce)                        | Pilot |
| 2005        | Tripping the Rift                     | God / Devil (voci)                | Episod: "Chode's Near Death-Experience" |
| 2006        | Campus Ladies                         | Drama instructor                  | Episod: "Drama Class" |
| 2006        | Reno 911!                             | Rick                              | Episod: "Rick's On It" |
| 2006        | Tom Goes to the Mayor                 | Paul (voce)                       | Episod: "Puddins" |
| 2006        | Re-Animated                           | Golly Gopher (voce)               | Pilot |
| 2007        | Area 57                               | Extraterestru                     | Pilot |
| 2007        | 30 Rock                               | Gerhardt Hapsburg                 | Episod: "Black Tie" |
| 2007        | Dirt                                  | Chuck Lafoon                      | 3 episoade |
| 2007        | Tim and Eric Awesome Show, Great Job! | The Moon                          | Episod: "Cats" |
| 2007        | Pushing Daisies                       | Oscar Vibenius                    | 2 episoade |
| 2007–2009   | Chowder                               | Reuben (voce)                     | 3 episoade |
| 2009–2011   | Batman: The Brave and the Bold        | Bat-Mite (voce)                   | 4 episoade |
| 2010        | Adventure Time                        | Gnome Ruler (voce)                | Episod: "Power Animal" |
| 2010        | WWE Raw                               | Pee-wee Herman                    | 1 episod; invitat special |
| 2011        | The Pee-wee Herman Show'              | Pee-wee Herman                    | Television special Nominalizat – Primetime Emmy Award for Outstanding Variety, Music, or Comedy Special |
| N/A         | Soul Quest Overdrive                  | Tiger Jesus                       | Unaired pilot |
| 2012–2013   | Tron: Uprising                        | Pavel (voce)                      | 17 episoade |
| 2012–2015   | Robot Chicken                         | The Riddler / Sunbather (voci)    | 3 episoade |
| 2013        | Comedy Bang! Bang!                    | Pee-wee Herman                    | Episod: "Pee Wee Herman Wears a Halloween Costume" |
| 2014        | Kung Fu Panda: Legends of Awesomeness | Ju-Long (voce)                    | Episod: "The Hunger Game" |
| 2014        | Teenage Mutant Ninja Turtles          | Martin Milton/Sir Malachi (voce)  | Episod: "Mazes and Mutants" |
| 2014        | Sanjay and Craig                      | Benji Warlin (voce)               | Episod: "Googas" |
| 2014        | Star Wars Rebels                      | RX-24 (voice)                     | Episod: "Droids in Distress" |
| 2014        | Lego DC Comics: Batman Be-Leaguered   | Bat-Mite (voice)                  | Television special |
| 2014        | Phineas and Ferb                      | Professor Parenthesis (voice)     | Episod: "The O.W.C.A. Files" |
| 2014 & 2016 | American Dad!                         | Wyatt Borden (voce)               | Episod: "Blagsnarst, a Love Story" |
| 2014–2015   | The Blacklist                         | Mr. Vargas                        | 5 episoade |
| 2015        | Portlandia                            | Weirdoes' Lawyer                  | Episod: "Dead Pets" |
| 2015        | Randy Cunningham: 9th Grade Ninja     | Todd Principal/PAL (voce)         | Episod: "The Fresh Principal of Norrisville High" |
| 2015–2016   | Pickle and Peanut                     | Couch Dracula (voce)              | 2 episoade |
| 2015–2017   | Gotham                                | Elijah Van Dahl                   | 3 episoade |
| 2015 & 2017 | Penn Zero: Part-Time Hero             | The Milk Man/The Butterman (voce) | 3 Episoade |
| 2017–2018   | Voltron: Legendary Defender           | Unliu Swap Shop Owner (voce)      | 3 Episoade |
| 2018        | Mosaic                                | JC Schiffer                       | 7 episoade |
| 2018–2019   | Legends of Tomorrow                   | Dybbuk (voce)                     | 5 episoade |
| 2019        | What We Do in the Shadows             | Paul                              | Episod: "The Trial" |
| 2019        | The Conners                           | Sandy Bitensky                    | Episod: "Lanford, Toilet of Sin" |
| 2023        | Bob's Burgers                         | Pat (voce)                        | Episod: "Amelia" |

### Jocuri video
| An   | Titlu                                           | Rol de voce   |
| ---- | ----------------------------------------------- | ------------- |
| 2004 | The Nightmare Before Christmas: Oogie's Revenge | Lock          |
| 2010 | Batman: The Brave and the Bold – The Videogame  | Bat-Mite      |
| 2015 | Minecraft: Story Mode                           | Ivor          |
| 2016 | Call of Duty: Infinite Warfare                  | Willard Wyler |
| 2017 | Wilson's Heart                                  | Boris         |
| 2017 | Minecraft: Story Mode - Season 2                | Ivor          |